# (40271) 1999 JT
1999 جاي تي (ويعرف أيضًا باسم (40271) 1999 جاي تي وفق تسمية الكوكب الصغير) (بالإنجليزية: 1999 JT)‏ هو كويكب ضمن حزام الكويكبات؛ وترتيبه 40271 من حيث الاكتشاف.
اكتُشف هذا الجُرم الفلكي بواسطة برنامج شميدت للكويكبات في بكين في 4 مايو 1999.

## وصلات خارجية
- (40271) 1999 JT في قاعدة بيانات مختبر الدفع النفاث لأجرام النظام الشمسي الصغيرة

- الاكتشاف · مخطط المدار ·  العناصر المدارية · المعلمات المادية

- (40271) 1999 JT على موقع ويكي سكاي: DSS2, SDSS, GALEX, IRAS, Hydrogen α, X-Ray, Astrophoto, Sky Map, Articles and images